# Томас Шислінґ
Томас Шислінґ (нім. Thomas Schiessling; нар. 1 листопада 1974) — колишній австрійський тенісист.
Найвищу одиночну позицію світового рейтингу — 257 місце досяг 14 грудня 1998, парну — 894 місце — 3 травня 1995 року.

## Фінали ATP Челленджер і ITF Ф'ючерс

### Одиночний розряд: 13 (7–6)
| Легенда              |
| -------------------- |
| ATP Челленджер (0–0) |
| ITF Ф'ючерс (7–6)    |

| Фінали за покриттям |
| ------------------- |
| Тверде (0–0)        |
| Ґрунт (7–6)         |
| Трава (0–0)         |
| Килим (0–0)         |

| Результат | В-П | Дата     | Турнір                         | Рівень  | Покриття | Суперник              | Рахунок            |
| --------- | --- | -------- | ------------------------------ | ------- | -------- | --------------------- | ------------------ |
| Поразка   | 0–1 | Лип 1998 | Австрія F4, Зеефельд-ін-Тіроль | Ф'ючерс | Ґрунт    | Петр Дезорт           | 7–5, 2–6, 6–7      |
| Поразка   | 0–2 | Лип 1998 | Австрія F5, Швац               | Ф'ючерс | Ґрунт    | Ектор Моретті         | 6–0, 4–6, 4–6      |
| Перемога  | 1–2 | Сер 1998 | Австрія F7, Відень             | Ф'ючерс | Ґрунт    | Мішель Кратохвіл      | 6–3, 6–4           |
| Перемога  | 2–2 | Лис 1998 | Бразилія F6, Куритиба          | Ф'ючерс | Ґрунт    | Паулу Тайшер          | 6–1, 6–3           |
| Перемога  | 3–2 | Гру 1998 | Бразилія F7, Pouso Alegre      | Ф'ючерс | Ґрунт    | Маркуш Даніел         | 6–0, 7–6           |
| Поразка   | 3–3 | Тра 2000 | Австрія F2, Тельфс             | Ф'ючерс | Ґрунт    | Клеменс Тріммель      | 4–6, 4–6           |
| Перемога  | 4–3 | Чер 2000 | Італія F4, Павія               | Ф'ючерс | Ґрунт    | Елія Гроссі           | 2–6, 7–6(7–4), 7–5 |
| Поразка   | 4–4 | Чер 2001 | Італія F5, Павія               | Ф'ючерс | Ґрунт    | Джорджо Галімберті    | 2–6, 6–7(4–7)      |
| Поразка   | 4–5 | Сер 2003 | Австрія F3, Зеефельд-ін-Тіроль | Ф'ючерс | Ґрунт    | Міхал Навратіл        | 2–6, 7–6(7–5), 3–6 |
| Поразка   | 4–6 | Лип 2006 | Австрія F5, Тельфс             | Ф'ючерс | Ґрунт    | Андреас Гайдер-Маурер | 6–0, 3–6, 2–6      |
| Перемога  | 5–6 | Лип 2006 | Австрія F6, Крамзах            | Ф'ючерс | Ґрунт    | Баштіан Кніттель      | 6–4, 6–3           |
| Перемога  | 6–6 | Вер 2006 | Німеччина F14, Нюрнберг        | Ф'ючерс | Ґрунт    | Марк Зібер            | 6–0, 6–0           |
| Перемога  | 7–6 | Лип 2007 | Австрія F5, Тельфс             | Ф'ючерс | Ґрунт    | Армін Зандбіхлер      | 7–6(12–10), 6–2    |

### Парний розряд: 1 (1–0)
| Легенда              |
| -------------------- |
| ATP Челленджер (0–0) |
| ITF Ф'ючерс (1–0)    |

| Фінали за покриттям |
| ------------------- |
| Тверде (0–0)        |
| Ґрунт (1–0)         |
| Трава (0–0)         |
| Килим (0–0)         |

| Результат | В-П | Дата     | Турнір                     | Рівень  | Покриття | Партнер       | Суперники                  | Рахунок |
| --------- | --- | -------- | -------------------------- | ------- | -------- | ------------- | -------------------------- | ------- |
| Перемога  | 1–0 | Лис 1998 | Бразилія F5, Флоріанополіс | Ф'ючерс | Ґрунт    | Пауль Гартвеґ | Даніел Мело Антоніо Пріето | без гри |